# مومج‌خیل
مومج خیل، روستایی است از توابع بخش مرکزی شهرستان سوادکوه در استان مازندران ایران.
تنها شهید این روستا ؛ شهید نبی‌الله مرادی(فرزند مصیب) می‌باشد

## جمعیت
این روستا در دهستان ولوپی قرار دارد و براساس سرشماری مرکز آمار ایران در سال ۱۳۸۵، جمعیت آن ۲۶۶ نفر (۷۶خانوار) بوده‌است.
نام های خانوادگی روستا : مرادی ، رضایی ، مسکینی و...